# L0pht
L0pht Heavy Industries (pronunciato "loft") è stato un collettivo di hacker attivo tra il 1992 e il 2000 e situato nell'area di Boston, Massachusetts. L0pht è stato uno tra i primi hackerspace frequentabili negli Stati Uniti e un pioniere della divulgazione responsabile. Il gruppo ha notoriamente testimoniato davanti al Congresso nel 1998 riguardo alla 'Scarsa sicurezza informatica del governo'.

## Nome
Il secondo carattere del nome del gruppo era originariamente uno zero barrato, un simbolo usato dalle vecchie telescriventi e da alcuni sistemi operativi in modalità inserimento carattere per indicare lo zero. Il nome moderno usato per indicarlo online, incluso il nome del dominio del sito, è quindi "l0pht" (con uno zero, non una lettera O o Ø).

## Storia
L'origine di L0pht si può ricondurre a Brian Oblivion e Count Zero, due tra i membri fondatori, che condividono uno loft a sud di Boston con le loro mogli (Mary e Alicia) le quali gestivano un negozio di cappelli in una metà del locale ed hanno contribuito a creare uno spazio di lavoro comune in vita reale (difesentemente dalla collaborazione online). Lì hanno sperimentato i propri personal computer, l'attrezzatura acquistata dal Flea al MIT ed oggetti ottenuti in luoghi locali dove era possibile tuffarsi nei cassonetti.
Fondato nel 1992, L0pht è rapidamente divenuto un luogo in cui i suoi membri potevano tenere l'hardware dei propri computer e lavorare sui loro progetti. Col tempo, questi lasciarono il loro lavoro quotidiano per avviare un'impresa commerciale chiamata L0pht Heavy Industries, un think tank di hacker. L'azienda ha rilasciato numerosi bollettini per la sicurezza informatica. Hanno anche prodotto strumenti software ampiamente utilizzati come L0phtCrack, un cracker di password per Windows NT, un decoder POCSAG e raccolte di software disponibili commercialmente solo su CD.
Nel 1997, dall'8 al 10 agosto, Mudge, Brian Oblivion, Kingpin, Space Rogue, Stefan, Weld Pond e John Tan di L0pht hanno discusso lavori e risultati recenti, Windows NT, nuovi progetti, tendenze emergenti del tempo e carenze in campo informatico, con un Q&A per l'evento Beyond HOPE al Puck Building di New York City.
Nell'ottobre 1999 L0pht è apparso in un lungo articolo sul New York Times Sunday Magazine. Nell'articolo Jeffrey Hunker, l'allora Direttore della protezione delle informazioni per l'NSC, riguardo a L0pht ha detto: "Il loro obiettivo è sostanzialmente quello di aiutare a migliorare lo stato dell'arte della sicurezza [informatica] e di essere un tafano (slang americano per indicare eccessiva insistenza, quasi insidioso), per così dire".
Nel gennaio 2000, L0pht Heavy Industries si è fusa con la startup @stake, portando al termine la lenta transizione di L0pht da organizzazione clandestina a società regolare di sicurezza informatica "whitehat". Symantec ha annunciato che avrebbe rilevato @stake il 16 settembre 2004 e completando la transazione l'8 ottobre dello stesso anno.
Il 14 marzo 2008, diversi membri di L0pht si sono seduti al tavolo di un comitato di professionisti di sicurezza informatica, tenuto in modalità standing-room only. Erano presenti Weld Pond, John Tan, Mudge, Space Rogue, Silicosis e Dildog.

## Testimonianza al Senato
Il 19 maggio 1998, tutti e sette i membri di L0pht (Brian Oblivion, Kingpin, Mudge, Space Rogue, Stefan Von Neumann, John Tan, Weld Pond) hanno testimoniato davanti al Congresso degli Stati Uniti affermando che avrebbero potuto spegnere tutto Internet in meno di mezz'ora. Il Washington Post ha definito la risposta del Congresso come "una tragedia di opportunità perse".
Quattro dei membri del gruppo originale, Space Rogue, Weld Pond, Kingpin e Mudge, hanno tenuto una conferenza intitolata ""A Disaster Foretold — And Ignored" Revisiting the First-Ever Congressional Cybersecurity Hearing" (""Un Disastro Predetto -- Ed Ignorato" Revisione della Prima Udienza del Congresso sulla Sicurezza Informatica nella Storia") ospitato dalla Congressional Internet Caucus Academy. Il briefing, tenuto il 22 maggio 2018, è avvenuto quasi esattamente 20 anni dopo la testimonianza originale ed è stato trasmesso in diretta streaming tramite Facebook.
Alla conferenza sull'hacking Defcon 26, tenutasi il 10 agosto 2018 a Las Vegas, sette dei membri di L0pht hanno partecipato ad un gruppo di esperti intitolato "The L0pht Testimony, 20 Years Later (and Other Things You Were Afraid to Ask)" ("La testimonianza di L0pht, 20 Anni Dopo (ed Altri Quesiti che Avevi Paura di Porre)". Nei discorsi, la giuria ha incoraggiato i partecipanti a continuare a fare Hacking, ma allo stesso tempo a rimanere dalla parte della legge che li ha tenuti fuori dalla prigione.
Il consigliere capo dell'Agenzia per la sicurezza nazionale, Glenn S. Gerstell, ha citato la testimonianza di L0pht nell'udienza, durante il suo intervento alla ventottesima revisione annuale per la Conferenza sul Tema della Legge per la Sicurezza Nazionale dell'American Bar Association il 1º novembre 2018.

## Prodotti
Dato che L0pht occupava uno spazio fisico, aveva spese materiali come elettricità, linea telefonica fissa, accesso a Internet e affitto. All'inizio della storia di L0pht questi costi erano equamente divisi tra i suoi membri. In effetti, L0pht originariamente condivideva lo spazio con un'attività di produzione di cappelli gestita dalle mogli di Brian Oblivion e Count Zero, ed il costo dell'affitto era diviso tra di loro. Questo è stato presto sovvenzionato dai profitti realizzati dalla vendita di vecchio hardware al mercato delle pulci elettronico mensile del MIT durante l'estate.
Di tempo in tempo, a persone selezionate venivano offerti account a basso costo sui server di L0pht.com; sebbene pur avendo accesso a questi server non fossero membri del gruppo L0pht. Uno dei primi prodotti fisici venduti a scopo di lucro da L0pht è stato un kit di decodifica POCSAG, venduto sia smontato che già assemblato. Successivamente, i Whacked Mac Archives furono trasferiti su CD-ROM per la vendita, seguiti da copie su CD dei Black Crawling System Archives. La versione a riga di comando di L0phtCrack, il cracker di password per Windows NT, è stata distribuita gratuitamente, ma la versione GUI è stata venduta a pagamento come prodotto commerciale. Fu poi seguito dalla creazione del sito Web Hacker News Network per ospitare annunci pubblicitari. Tuttavia, anche con questi flussi di introiti, L0pht arrivava a fine anno a malapena in pareggio ed alla fine ha iniziato a programmare sistemi di sicurezza per compagnie come l'NFR.
Nel gennaio 2009, L0phtCrack è stata acquisita dagli autori originali Zatko, Wysopal e Rioux da Symantec. L0phtCrack 6 è stato rilasciato alla Boston Conference l'11 marzo 2009. Il programma supportava anche piattaforme come Windows a 64 bit ed i sistemi aggiornati per le tabelle arcobaleno. Il 21 aprile 2020 Terahash ha annunciato di aver acquisito L0phtCrack, i dettagli della vendita non sono stati pubblicati. A partire dal 1º luglio 2021, il software non era più di proprietà di Terahash, LLC. È stato riacquisito dai precedenti proprietari, prima noti come L0pht Holdings, LLC a detta di Terahash inadempienti per quanto riguarda i prestiti a rate.

## Membri
I membri di L0pht sono variati nel tempo ma ha incluso per un lasso di tempo singnificante:
- Brian Oblivion
- Count Zero
- Dildog
- Kingpin
- Silicosis (Paul Nash)[39]
- Space Rogue (Cris Thomas)[40]
- Stefan (Stefan Wuensch)[39][41]
- Weld Pond
- Mudge - più tardi divenuto membro di DARPA, ha anche lavorato per Google[42]
- tan (John Tan)